# Taïfa de Dénia
1010–1076
Entités précédentes :
- Califat de Cordoue

Entités suivantes :
- Taïfa de Saragosse
- Taïfa de Majorque

Le royaume de Dénia, ou la taïfa de Dénia, fut un royaume musulman dont le centre fut la cité de Dénia. Il apparut en 1010, après l'éclatement du califat de Cordoue à la fin du Xe siècle et le début du XIe siècle.
En 1076, il fut conquis par la taïfa de Saragosse.

## Histoire

Taïfa de Dénia en 1038 au sud du taïfa de Valence.

Taïfa de Dénia en 1065 au sud du taïfa de Tolède.

La Taïfa de Dénia (Al-Dàniyya) fut créée en 1010, par l'esclave slave al-Amiri al-Muwaffaq, après la désintégration du Califat de Cordoue. Ce fut le premier royaume à se déclarer indépendant de Cordoue. Le Royaume musulman de Dénia était petit ; il comprenait quelques régions très fertiles et des cités parmi lesquelles se trouvaient Bairén, Orba, Altea, Callosa, Sagra, Cocentaina et Bocairent.
En 1011, elle fut la première taïfa à battre monnaie, dans une maison de la monnaie dans l'actuelle Elda.
En 1015, à la tête d'une puissante flotte, Al-Muwaffaq s'empara des Baléares et de l'île de Sardaigne sur laquelle il maintint sa souveraineté durant un an (1015-1016).
Pendant les années suivantes, son escadre basée à Dénia et en utilisant les mouillages des Baléares, réalisa diverses incursions sur les côtes de Gênes, Pise, la Toscane et la Lombardie.
Sur terre, il intervint dans les luttes particulières avec les esclaves ce qui lui permit de gouverner Valence pendant deux ans (1018-1020). Vers le sud, il conquit Orihuela et étendit son royaume jusqu'à el Segura.
À la mort de al-Muwaffaq en 1045, son fils aîné Ali Iqbál al-Dawla, né d'une mère chrétienne, s'empara du pouvoir. Il sut maintenir le legs de son père durant trente et un ans.
En 1058, il concéda un privilège suivant lequel il mettait les mozarabes de ses royaumes de Dénia et Majorque sous de la juridiction de l'évêque de Barcelone, en donnant à perpétuité toutes les églises des Baléares et de Dénia à la cathédrale de la Santa Cruz y Santa Eulalia de Barcelone et à l'évêque barcelonais Gilabert.
La Taïfa de Dénia fut conquise par le roi Al-Muqtadir en 1076, devenant une partie de la taifa de Saragosse. Les territoires insulaires formèrent la Taïfa de Majorque.